# 切斯特菲尔德 (南卡罗来纳州)
切斯特菲尔德（英文：Chesterfield），是美国南卡罗来纳州下属的一座城市。城市类型是“Town”。其面积大约为4.05平方英里（10.48平方公里）。根据2010年美国人口普查，该市有人口1,472人，人口密度约为每平方 英里363.91人（约合每平方公里140.51人）。